# Reformerte kirke
Den reformerte kirke er et protestantisk trossamfund med udspring i Jean Calvin og Ulrich Zwinglis virke i reformationen.
I Europa står den reformerte kirke stærkt især i Holland, Schweiz og Skotland (de såkaldte presbyterianere), men der er også mange reformerte i Ungarn, Tyskland og Frankrig. Til Danmark kom der sidst i 1500-tallet nogle hundrede reformerte flygtninge fra forfølgelser i Frankrig og Belgien (de såkaldte huguenotter).
De reformerte kirker lægger stor vægt på bibelen, og bibellæsning fylder en stor plads i prædiken, gudstjeneste og menighedsliv. Set fra reformert side gjorde Luther ikke reformationsarbejdet 'færdigt', og derfor ligner den lutherske kirke og gudstjeneste stadig i nogen grad den romersk-katolske. Forskellene mellem den lutherske og den reformerte kirke er derimod relativt små; en af disse forskelle er nadverforståelsen. I 1900-tallet blev der vedtaget en fællesskabserklæring mellem kirkerne (Leuenberg-konkordatet). I nogle lande blev de reformerte og lutherske kirker sluttet sammen til såkaldte unierede kirker.
I Danmark er der reformerte menigheder i Fredericia, København og på Bornholm.
De reformerte spiller en central rolle i Max Webers bog Den protestantiske etik og kapitalismens ånd. Weber mente, at den protestantiske (især den calvinistiske) etik og kaldelsestanke var grundlaget for udviklingen mod et moderne kapitalistisk samfund. Deri lå nemlig et krav om redelighed, selvbeherskelse og nøjsomhed og troen på, at det er tegn på Guds nåde, hvis man er flittig og omhyggelig i sit verdslige kald.